# Andy Schmid
Andy Schmid (Horgen, Zürich kanton, 1983. augusztus 30.– ) svájci válogatott kézilabdázó, a Rhein-Neckar Löwen játékosa.

## Pályafutása

### Klubcsapatokban
Andy Schmid 2004 és 2007 között hazájában, a Grasshopper Club Zürich csapatában játszott, majd két évet eltöltött a városi rivális Amicitia Zürichnél is, akikkel kétszer nyert bajnoki címet. A 2009-2010-es szezonban Dániában, a Bjerringbro-Silkeborgban kézilabdázott. 2010. március 29-én a Rhein-Neckar Löwen bejelentette Schmid szerződtetését. A svájci játékos négyéves szerződést írt alá, amelyet előbb 2013 szeptemberében, majd 2014 nyarán is meghosszabbított, utóbb 2018 nyaráig. 2013-ban EHF-kupát nyert a Löwennel. 2016-ban tevékeny részese volt annak, hogy a klub megszerezte történetének első bajnoki címét. 2018 nyarán szerződését 2022 nyaráig hosszabbította meg a klubnál.

### A válogatottban
2003. december 19-én debütált a svájci válogatottban egy Luxemburg elleni mérkőzésen. A nemzeti csapatban 168 mérkőzésen 770 gólt szerzett.

## Sikerei, díjai
- EHF-kupa:
  - Győztes: 2013
- Svájci bajnokság:
  - Győztes: 2008, 2009
- Német bajnokság:
  - Győztes: 2016, 2017
- DHB-Szuperkupa:
  - Győztes: 2016, 2017
- Az év játékosa a német bajnokságban: 2014, 2015, 2016,[8] 2017
- Az év játékosa a svájci bajnokságban: 2008, 2009[9]
- Az All-Star csapat tagja a dán bajnokságban: 2010